# Cultura Tiki

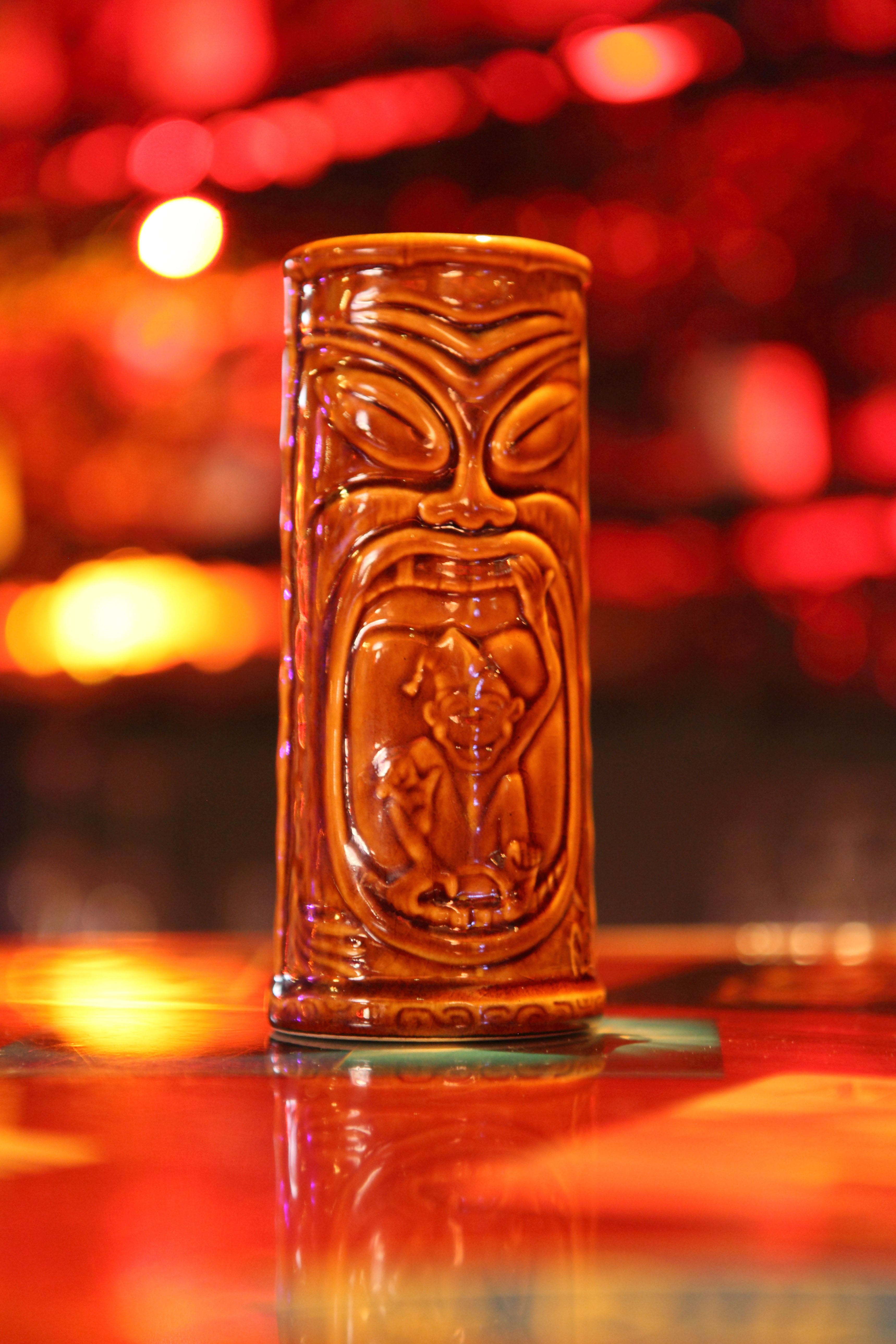
Una tazza tiki proveniente da un tiki bar in California

La cultura Tiki è un movimento artistico, musicale e di intrattenimento di origine americana ispirato alla cultura polinesiana, melanesiana e micronesiana e all'arte dell'Oceania. Le culture che hanno influenzato la cultura Tiki includono zone come l'Australasia, la Melanesia, la Micronesia, la Polinesia, le Isole dei Caraibi e le Hawaii. Il nome deriva da Tiki, il nome Maori del primo essere umano, spesso rappresentato sotto forma di hei-tiki, pendente e importante taonga (una parola in lingua Maori che si riferisce a un bene prezioso di quella cultura). L'hei-tiki veniva spesso considerato dagli europei come un portafortuna commercializzato, da qui il nome della cultura Tiki. Nonostante si estenda per oltre 10.000 miglia (circa 16000 km) e includa molte culture, religioni e lingue diverse e non correlate, l'estetica Tiki è considerata da alcuni amalgamata in una "fantasia delle culture transpacifiche" e "nostalgia coloniale". A causa di ciò e della visione semplicistica del Pacifico assunta dall'estetica Tiki, tale cultura si è spesso rivelata controversa.
La cultura Tiki inizialmente si estese alla decorazione di bar e ristoranti a tema, adattandosi alle vedute degli americani del Pacifico meridionale. Caratterizzato da incisioni Tiki e bevande alcoliche complesse, dai nomi seducenti, alla fine influenzò le attività ricreative residenziali. Divenne uno dei modi principali, anche se indirettamente, con cui la cultura neozelandese influenzò quella degli Stati Uniti. A partire dalla California negli anni '30 e poi diffondendosi in tutto il mondo, la cultura Tiki è stata ispirata dal fascino sentimentale di un Pacifico meridionale idealizzato, in particolare della Polinesia, visto attraverso le esperienze dei turisti e dei film di Hollywood, incorporando paesaggi meravigliosi, amore proibito e potenziale di pericolo. Nel corso del tempo, ha incorporato selettivamente più elementi culturali (e aspetti immaginari) di altre regioni come il sud-est asiatico. Sebbene l'arredamento e l'atmosfera di questi locali traggano in gran parte influenze polinesiane, i cocktail sono ispirati alle bevande tropicali e agli ingredienti dei Caraibi.
La cultura Tiki è cambiata nel tempo, influenzata dalla seconda guerra mondiale e dall'esposizione diretta che centinaia di migliaia di militari americani hanno ottenuto durante quel conflitto. Col tempo il suo fascino svanì e sia il tema della cultura che quello del settore dell'ospitalità videro un declino. I primi decenni del 21º secolo hanno visto una rinascita dell’interesse per la cultura Tiki, compreso un limitato risveglio commerciale. Inoltre, ha attratto persone interessate ai cocktail, alla storia, all'archeologia urbana e allo stile rétro. Tuttavia, l'appropriazione delle culture indigene del Pacifico è diventata sempre più contestata in quanto culturalmente insensibile o razzista.

## Nome
Tiki è il primo essere umano nella mitologia Maori e anche una sua immagine in legno.
La parola "tiki" fu usata per descrivere lo stile delle isole tropicali del Pacifico meridionale a partire dalla fine degli anni '30, un uso "sconosciuto alle lingue del Pacifico". È stato applicato presto al "tiki punch", alle "stanze tiki", alle "torce tiki" e così via. Negli anni '50, i ristoranti usavano spesso la parola per descrivere i bar a tema polinesiano "tiki bar" (un locale a tema che serve cocktail elaborati, in particolare drink misti a base di rum come i cocktail Mai Tai e Zombie) e le "tiki room".
Il termine "cultura tiki" appare solo negli anni '90, per descrivere la rinascita dello stile.

## Origine

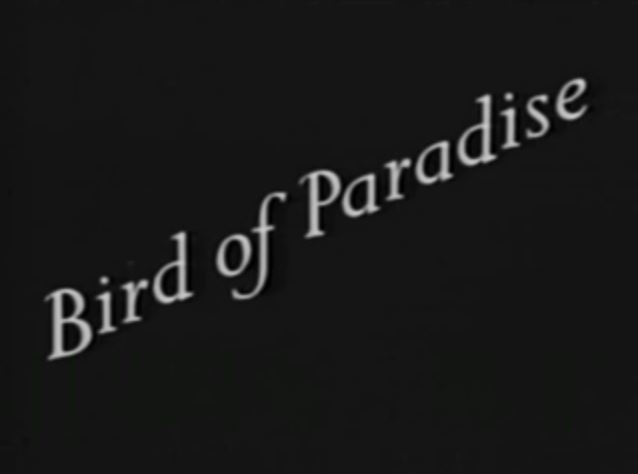
L'uccello del paradiso (1932)

La cultura Tiki iniziò alla fine del proibizionismo nel 1933 con l'apertura di Don's Beachcomber, un bar e ristorante a tema polinesiano a Hollywood, in California. Il proprietario era Ernest Raymond Beaumont-Gantt, un giovane del Texas e di New Orleans che aveva fatto contrabbando di rum con suo padre e affermava di aver navigato in gran parte dell'Oceano Pacifico. Il nome del ristorante fu successivamente cambiato in Don the Beachcomber e Beaumont-Gantt cambiò legalmente il suo nome in Donn Beach. Il suo ristorante proponeva cucina cantonese ed esotici cocktail al rum e punch, con un arredamento di torce fiammeggianti, mobili in rattan, ghirlande di fiori e tessuti dai colori vivaci che sembravano immagini dei film popolari che aiutavano ad alimentare i desideri di l'americano medio per viaggiare nel Pacifico. 

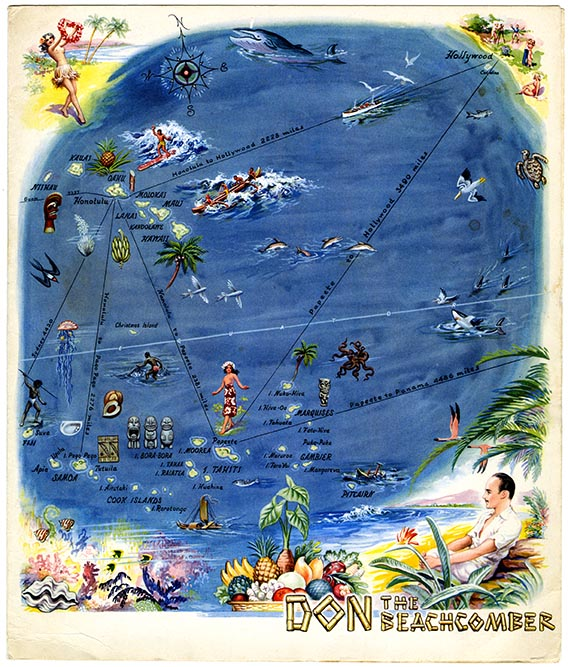
Copertina del menu del ristorante Don the Beachcomber

Nel 1936, il proprietario di un ristorante di Oakland, in California, Victor Bergeron, mangiò al ristorante Don the Beachcomber. Bergeron ha detto: "Siamo andati in un posto chiamato Mari del Sud... e abbiamo anche visitato Don the Beachcomber a Hollywood. In effetti, ho anche comprato alcune cose da Don the Beachcomber. Quando sono tornato a Oakland ho raccontato a mia moglie quello che avevamo visto, abbiamo deciso di cambiare il nome del nostro ristorante e il nostro arredamento." Il ristorante ribattezzato, così come il suo nuovo soprannome, divenne Trader Vic's. Bergeron adottò il proprio nuovo personaggio in modo da imitare la teatralità di Beach e perpetuare ulteriormente le illusioni di Hollywood, dicendo alla gente che la gamba che aveva perso a causa della tubercolosi era stata il risultato dell'attacco di uno squalo.
Anche altri ristoranti come il Clifton's Cafeteria avevano iniziato a introdurre grandi decorazioni basate su temi non tradizionali e "kitsch". Clifton's fu pesantemente ristrutturato nel 1939 per diventare Clifton's South Seas. L'esterno e l'interno erano decorati con 12 cascate, roccia vulcanica e fogliame tropicale. Presumibilmente conteneva anche un "vulcano che sgorga sorbetto".
L'arredamento sia interno che esterno dei ristoranti era spesso realizzato minuziosamente con decorazioni provenienti da tutto il mondo. Joseph Stephen Crane, il proprietario del successivo ristorante The Luau, iniziò il suo menu con un elenco dei luoghi di origine dei suoi materiali da costruzione. Comprendeva non solo le Hawaii ma praticamente tutte le aree dell'Oceania, così come mobili di Hong Kong e "conchiglie di vongole mangiatrici di uomini" dell'Oceano Indiano.
I primi ristoranti tiki, anche se all'epoca non si chiamavano così, tentarono di camminare su una linea sottile tra la realtà e il mito di ciò che stavano creando, riconoscendo che gran parte di esso era un trucco di Hollywood ma cercando anche di creare un'atmosfera di autenticità. I menu successivi del ristorante di Crane affermavano: "Hai appena superato la passerella in un altro mondo - in un segmento di Paradiso - o tale è l'illusione che noi di THE LUAU speriamo di creare. E in realtà è più di un'illusione perché c'è autenticità nel avventura che stai per vivere... Sia il cibo che le bevande sono preparati sotto la guida ineguagliabile dell'unico e inimitabile Dr. Foo Fong... Le nostre specialità di bevande, Sinfonie dell'Isola di rum rari e distinti, rivendicano irresistibilmente il tuo massimo rispetto, che è meglio dimostrato bevendo lentamente e con reverenza".
I film di genere dei Mari del Sud (South Seas genre, un genere che abbraccia varie forme espressive tra cui letteratura, film, arte visiva e intrattenimento e descrive le isole dell'Oceano Pacifico meridionale attraverso una lente narrativa di escapismo) che hanno preceduto questo periodo includevano White Shadows in the South Seas (1928), The Love Trader (1928) e Bird of Paradise (1932). Beach interagiva spesso con le star del cinema, invitandole a casa sua per cene simili a luau e diventando amico di attori come Clark Gable.
Hei Tiki fu pubblicato nel 1935, con una recensione del New York Times che descriveva la trama come riguardante "la figlia di un capo che viene dichiarata tabu e destinata a essere la sposa del dio della guerra". Si attribuiva al titolo il significato di "fascino d'amore", in riferimento ai pendenti Hei-tiki talvolta associati alla fertilità. Waikiki Wedding, con Bing Crosby e Martha Raye, uscì nel 1937 con la popolare canzone "Blue Hawaii", così come Her Jungle Love nel 1938, con Dorothy Lamour.

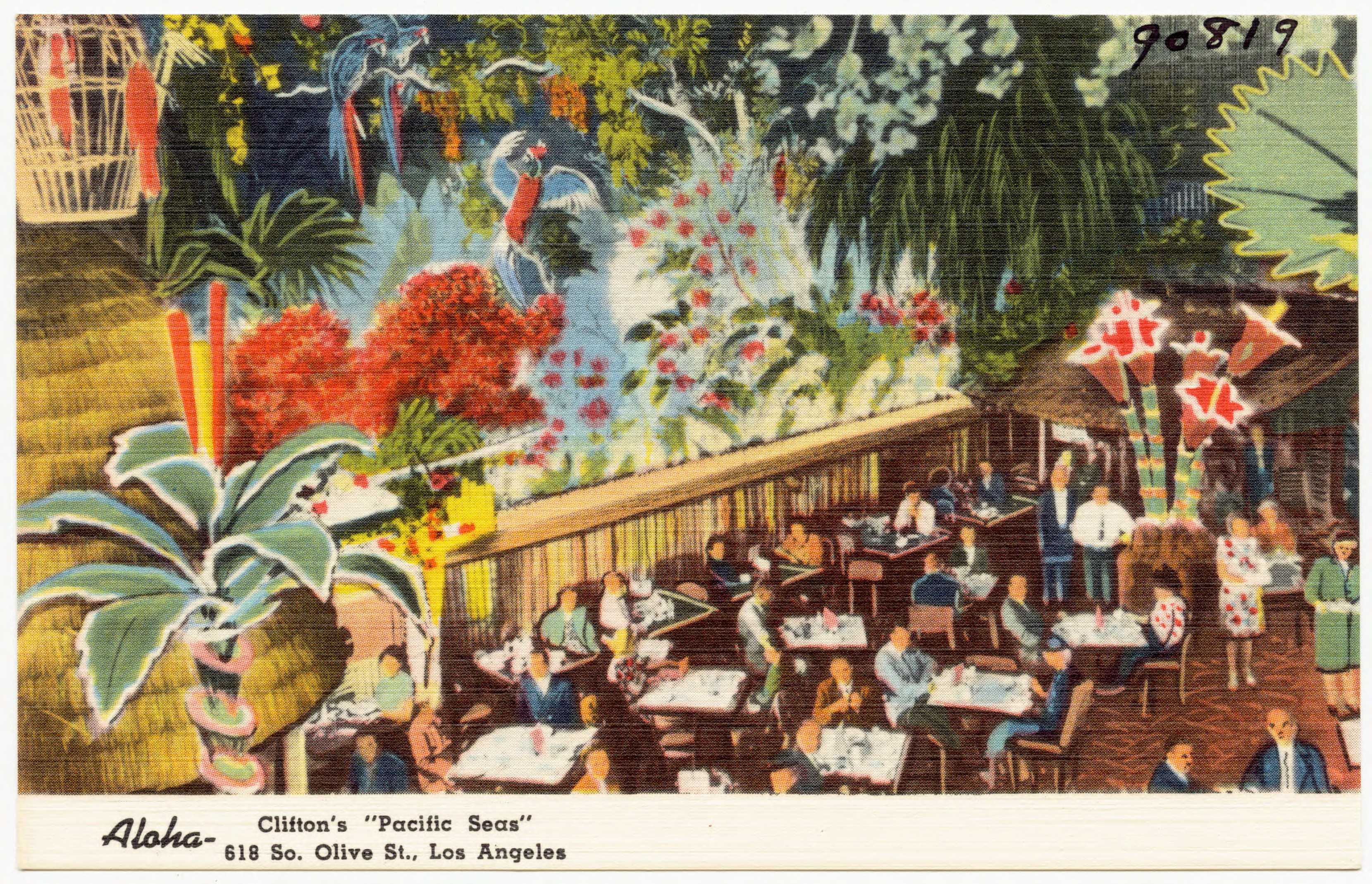
La mensa del Clifton's South Seas

In un periodo in cui i viaggi aerei civili all'estero con il China Clipper (il primo dei tre idrovolanti quadrimotore Martin M-130 costruiti per la Pan American Airways e fu utilizzato per inaugurare il primo servizio di posta aerea transpacifico commerciale da San Francisco a Manila il 22 novembre 1935) erano ancora rari, anche la Matson Line della Hawaiian Steamship Company continuò le sue aggressive campagne pubblicitarie che promuovevano uno stile di vita isolano piacevole ma comunque esotico, guidate da famosi fotografi come Edward Steichen e Anton Bruehl e con attrici come Jinx Falkenburg (più tardi in Sweetheart of the Fleet e Tahiti Nights). Matson ha incaricato gli artisti di progettare menu ricordo memorabili per i viaggi.
Tra la pubblicità della Matson Line, i nuovi ristoranti e la continua esposizione cinematografica, il tema cominciò ad assumere vita propria. L'Esposizione Mondiale della California del 1939 – la Golden Gate International Exposition – celebrò per la prima volta la cultura polinesiana negli Stati Uniti. La caratteristica della fiera era "Pageant of the Pacific", che metteva in mostra principalmente le merci delle nazioni che si affacciano sull'Oceano Pacifico. Nelle cerimonie di apertura il presidente Franklin Roosevelt parlò di amicizia e di destini incrociati tra gli Stati Uniti e i paesi del Pacifico, un sentimento simboleggiato fisicamente in parte con l'incorporazione di una gigantesca statua di Pacifica, alta 80 piedi (circa 24 metri), dea dell'Oceano Pacifico. La seconda guerra mondiale avrebbe in seguito messo fortemente alla prova quelle ambizioni.

## Dopo la seconda guerra mondiale

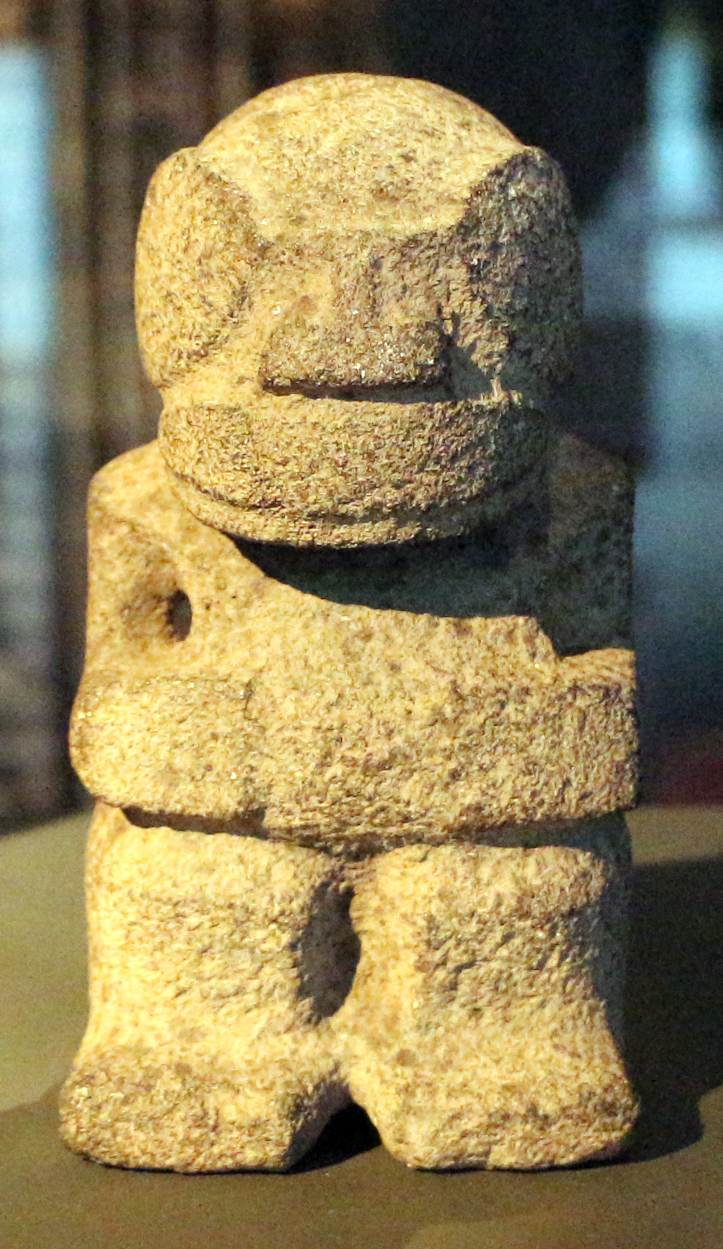
Le incisioni Tiki iniziarono a svolgere un ruolo più importante dopo la seconda guerra mondiale

Quando i militari americani tornarono a casa dopo la fine della seconda guerra mondiale nel 1945, portarono con sé storie e souvenir del loro periodo nel Pacifico meridionale che contribuirono a rafforzare la popolarità di ciò per cui Hollywood aveva preparato il terreno per la creazione di Donn Beach. Beach era lui stesso un veterano della seconda guerra mondiale e aveva inventato il cocktail Three Dots & A Dash, che è il codice Morse per "V" (per vittoria). Le donne indossavano acconciature chiamate "rotolo di vittoria" (caratterizzate da voluminosi riccioli di capelli che si trovano sopra la testa o incorniciano il viso) e la gente aveva voglia di festeggiare.
L'entusiasmo che circondò la spedizione Kon-Tiki del 1947 di Thor Heyerdahl, seguita dal libro nel 1948 e da un film nel 1950, contribuì a promuovere l'esplorazione tropicale. È importante sottolineare che nel contesto della cultura tiki, ha iniettato con successo la parola "tiki" nel lessico popolare americano su larga scala (gli hawaiani non avevano usato la parola "tiki", ma piuttosto "ki'i"). Il lavoro di Heyerdahl ha inoltre ampliato la mitologia del tema per includere la costa occidentale del Sud America in quello che è diventato un mix sempre crescente di motivi culturali, sia reali che immaginari. Anche le statue dell'Isola di Pasqua (moai) divennero iconiche con la pubblicazione del suo libro Aku-Aku.
Steven Crane del ristorante The Luau ha approfittato del fascino del pubblico per Heyerdahl e ha seguito le orme di Beach e Bergeron costruendo una catena di ristoranti tiki in collaborazione con Sheraton Hotels chiamata Kon-Tiki Ports. A Crane viene generalmente attribuito il merito di aver portato il tiki in prima linea nelle decorazioni di tali ristoranti e bar, posizionando in modo ben visibile la loro immagine sulle copertine dei menu, sulle buste di fiammiferi, sugli ingressi e su altra segnaletica. I temi del Pacifico meridionale continuarono a sconfinare nel regno ancora più immaginario del misterioso "tiki".

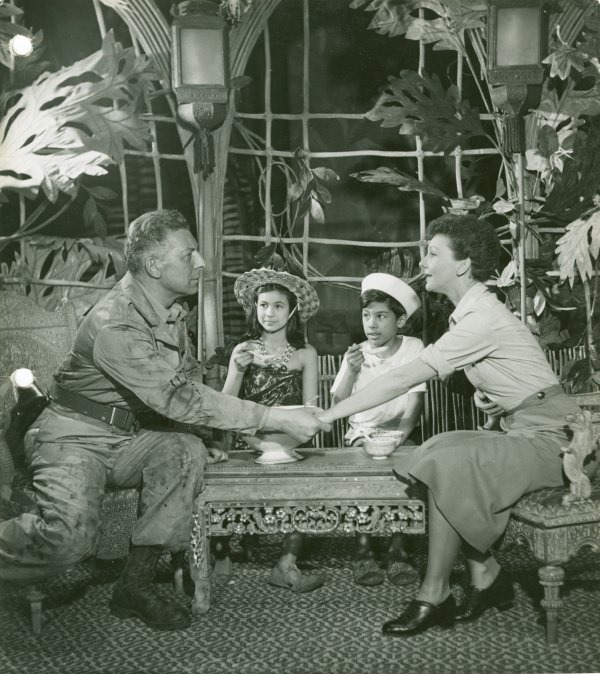
Scena da South Pacific

James Michener vinse il Premio Pulitzer nel 1948 per la sua raccolta di racconti, Tales of the South Pacific, che a sua volta fu la base per South Pacific, il musical del 1949 di Rodgers e Hammerstein che includeva la canzone "Bali Ha'i" su un mondo mistico. isola tropicale. Il ristorante Bali Hai aprì alcuni anni dopo sulla Shelter Island di San Diego, presentando la sua mascotte finto tiki e il cocktail esclusivo, il Mr. Bali Hai.
Oltre al ritorno dei veterani della seconda guerra mondiale, molti altri fattori contribuirono all’esplosione americana della cultura tiki della metà del secolo. L’America del dopoguerra vide l’ascesa della classe media come forza economica. Ciò, unito alla sempre crescente accessibilità dei viaggi, in particolare ai viaggi aerei civili di recente istituzione alle Hawaii (che erano stati interrotti durante la guerra), contribuì a spingere il reddito disponibile della nazione verso tutte le cose tropicali. Proprio come aveva fatto la Matson Line con le sue barche, le compagnie aeree commercializzarono in modo aggressivo i voli per i consumatori.
Donn Beach si trasferì alle Hawaii, dove in seguito visse su una casa galleggiante e fu una forza trainante dietro la creazione nel 1956 dell'International Market Place a Waikiki. In quel luogo aprì un Don the Beachcomber, insieme al Dagger Bar e creò un ufficio in una casa sull'albero in cima a un gigantesco albero di banyan che supervisionava un complesso di molteplici edifici dal tetto di paglia e capanne che vendevano una varietà di merci provenienti da tutto il mondo tropicale. Anche altri tiki bar aprirono alle Hawaii, inizialmente gestiti da baristi nativi che non sapevano quali fossero le presunte bevande hawaiane che i turisti americani chiedevano. Il barista hawaiano Harry Yee creò l'iconico cocktail Blue Hawaii nel 1957. Alla fine, Beach e la sua ex moglie avevano almeno 25 ristoranti nella catena Beachcomber. Bergeron e il suo Trader Vic's ne avevano ancora di più, a cominciare dal suo primo franchising a Seattle (l'Outrigger) nel 1949 e proseguendo con sedi in tutto il mondo. Anche il franchise di Steven Crane si espanse e i tiki bar "mom and pop" (ossia una piccola impresa posseduta e gestita da membri della stessa famiglia) fiorirono negli anni '50 fino agli anni '60 in tutto il paese in varie forme e dimensioni.
Nel corso degli anni '50, il design polinesiano iniziò a permeare molti aspetti dell'estetica visiva del paese, dagli accessori per la casa all'architettura. Il Trader Vic's a Palo Alto alla fine diede vita anche a scelte architettoniche, come il concetto dietro lo strano Tiki Inn Motel, che esiste ancora come Stanford Terrace Inn. Case unifamiliari, complessi di appartamenti, piste da bowling e altre attività commerciali furono fortemente influenzati dall'estetica polinesiana, in alcuni casi incorporando il motivo in intere aree residenziali e quartieri commerciali. Gran parte del lavoro fu realizzato acquistando materiale dalla società Oceanic Arts, che aprì nel 1956 importando materiali e realizzando sculture in legno originali in California.
Dopo lo stato delle Hawaii nel 1959, gli anni '60 videro una tendenza popolare tra i surfisti, soprattutto in California, di indossare collane di divinità tiki, adottare "mascotte" tiki per proteggere i loro punti di surf e indossare camicie hawaiane. Come il surf stesso, l'immaginario fu adottato dalla cultura giovanile dell'epoca. I surfisti di Gidget Goes Hawaiian (1961) indossavano intagli tiki come ciondoli e seguivano un leader noto come Big Kahuna.
Nel 1963, Disneyland aprì l'attrazione Enchanted Tiki Room di Walt Disney, caratterizzata da decorazioni, moda e musica in stile polinesiano. Nel 1971, un'attrazione simile fu aperta a Walt Disney World così come un resort alberghiero con lo stesso tema.

## Bevande

### Cocktail elaborati

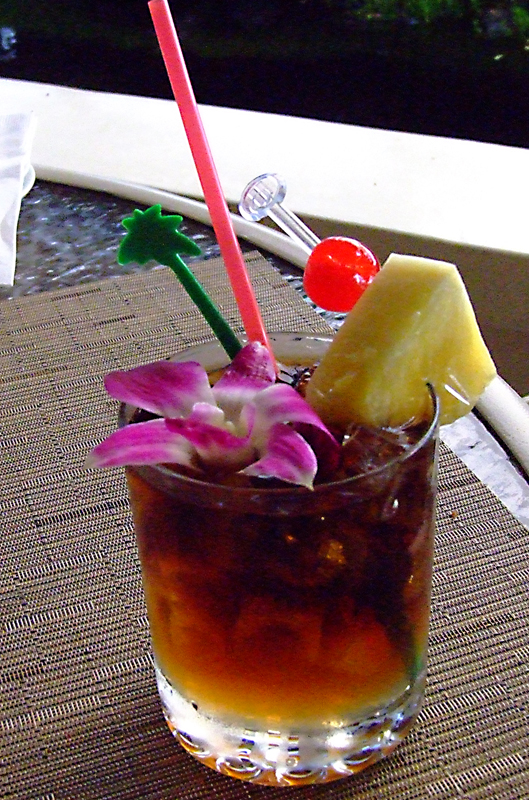
Un Mai Tai, il cocktail tiki per eccellenza

Se la cultura Tiki è nata come tema di un ristorante fatto per assomigliare a un set di Hollywood, le bevande alcoliche servite con elaborati bicchieri da bar ne sono i pilastri e gli attori principali. Proprio come il ristorante Don the Beachcomber è ampiamente riconosciuto come il primo "tiki bar" da cui tutti gli altri locali simili "hanno liberamente preso in prestito", Beach stesso è anche accreditato per aver creato quasi da solo l'intero "tiki drink" genere. Fu il primo ristoratore a concentrare un intero menu di bevande sulla miscelazione di sciroppi aromatizzati e succhi di frutta fresca con rum, che chiamò "Rhum Rhapsodies" e furono serviti in bicchieri fantasiosi, ananas scavati e noci di cocco forate. Un estroverso sociale bravo ad attirare l'attenzione, i primi successi di Beach furono notati dallo storico del tiki Jeff Berry, il quale disse che "Donn era bravo con i nomi, bravo con le bevande e bravo con i nomi delle bevande".
Queste bevande "esotiche", come la sua prima, la Sumatra Kula, resero rapidamente il ristorante di Beach il punto caldo per l'élite e le star del cinema dagli anni Quaranta fino agli anni Sessanta. Howard Hughes era un frequentatore abituale dell'Hollywood Don the Beachcomber, così come Charlie Chaplin e Frank Sinatra. Nel corso del tempo molti ristoratori avevano iniziato a copiare, e in alcuni casi a rubare, le ricette dei cocktail di Beach e il modello per decorazioni isolane coinvolgenti abbinate a cibo del sud-est asiatico/polinesiano "appena scoperto" (rumaki, granchio rangoon, ecc.). Molti alla fine hanno creato le proprie bevande e piatti tipici, ma Beach rimane considerato il creatore ed è accreditato per aver inventato molte delle bevande più memorabili come Cobra's Fang, Pearl Diver, Pi Yi, Shark's Tooth, Test Pilot e Zombie. Molti nomi di bevande dovevano sembrare di origine straniera o ironici e pericolosi.
Bergeron era visto come un contemporaneo di Beach con la fondazione di Trader Vic's, e sebbene Bergeron avesse iniziato copiando il "modello tiki" che Beach aveva creato, alla fine fornì aggiunte significative al canone tiki. Alla fine ha anche avuto una capacità di resistenza più lunga di Beach e nel tempo ha creato quasi altrettanti cocktail aggiuntivi. È particolarmente noto per aver creato il cocktail Fog Cutter e la Scorpion Bowl, nonché la quintessenza del Mai Tai. Molte erano bevande forti e indicate sui menu come aventi un "limite di due" per persona.
Una lunga faida tra Beach e Bergeron scoppiò quando entrambi affermarono di aver inventato il Mai Tai, che secondo Beach era un'imitazione del suo QB Cooler. Bergeron alla fine vinse i diritti esclusivi per distribuire un mix commerciale di Mai Tai da utilizzare a casa.
Alcuni drink serviti nei tiki bar includono la cooptazione di cocktail precedenti con nomi dal suono esotico o retroscena stranieri, come Bloody Nelson, Blow My Skull, Boomerang, Corpse Reviver, Diki-Diki, Doctor Funk, Planter's Punch e Singapore Sling. Nuove invenzioni di Beach, Bergeron e altri includevano Coffee Grog, Navy Grog, Lapu Lapu, Outrigger, Pago Pago, Rum Barrel, Shrunken Head e Tropical Itch. Mentre molti furono creati espressamente come "tiki drink" (sebbene tale termine non fosse usato all'epoca), altri erano semplicemente nuovi cocktail dell'era della seconda guerra mondiale prodotti all'estero che potevano essere rapidamente assimilati nella formula, come nel caso del Suffering Bastard.
Beach era molto riservato con gli ingredienti della ricetta del suo drink, e solo pochi dei suoi baristi li conoscevano. Beach inoltre produceva alcune bevande da solo, e spesso metteva alcol in bottiglie generiche etichettate solo con lettere o numeri, o ingredienti "segreti" premiscelati in modo simile così che i dipendenti dovessero solo "mescolare X, Y e Z con succo di lime" per fare una certa bevanda.
Nel corso del tempo Bergeron rese pubblici i suoi ingredienti, pubblicando due guide che riportavano le ricette dei suoi drink, una nel 1947 e l'altra nel 1972. Nonostante ciò, molte ricette di cocktail originali andarono perdute nel tempo, sia perché esse furono alterate per riflettere i cambiamenti di gusto dei clienti (o a causa del budget dei ristoranti che spesso variava), o semplicemente perché i ricordi delle ricette svanivano man mano che le persone che ne erano a conoscenza morivano. Lo scontro tra Beach e Bergeron su chi creò il Mai Tai non fu un incidente isolato e la diatriba su chi "inventò" quale bevanda e quando fu spesso oscurata dagli stabilimenti che servivano cocktail con lo stesso nome ma in modi a volte notevolmente diversi.

### Tazze e altri recipienti
Le bevande Tiki, come vengono genericamente chiamate, sono tipicamente guarnite in modo pesante, con abbondante frutta, bastoncini da cocktail, ombrellini da cocktail o fiori. Anche gli stabilimenti che facevano parte o erano influenzati dalla cultura tiki alla fine servivano almeno alcuni dei loro cocktail in tazze di ceramica decorative, che divennero note negli anni '50 come tazze tiki perché gli articoli da bar iniziarono a portare la forma di un tiki o "finto tiki". Gli stili e le dimensioni variano ampiamente e vengono genericamente chiamate "tazze tiki" anche se hanno la forma di un teschio, una ragazza hula o un altro motivo. I cocktail possono anche essere serviti in ananas scavati o in grandi ciotole comuni con lunghe cannucce pensate per essere condivise. Alcuni vengono dati alle fiamme con rum di tipo overproof per ulteriore teatralità ed eleganza.
Molti ristoranti offrono un drink esclusivo in una tazza tiki che il cliente può portare a casa o acquistare. Sia Beach che Bergeron offrivano "negozi" all'interno dei ristoranti dove le persone potevano acquistare non solo tazze ma miscele di bevande e altri articoli kitsch. Alcune tazze sono state semplicemente rubate e portate a casa dai commensali. Ciò ha portato a sopravvivere come souvenir un gran numero di tazze tiki del XX secolo. Le tazze tiki vintage sono reperti molto apprezzati e sono considerate un simbolo della cultura tiki tanto quanto il tiki stesso.

## Moda

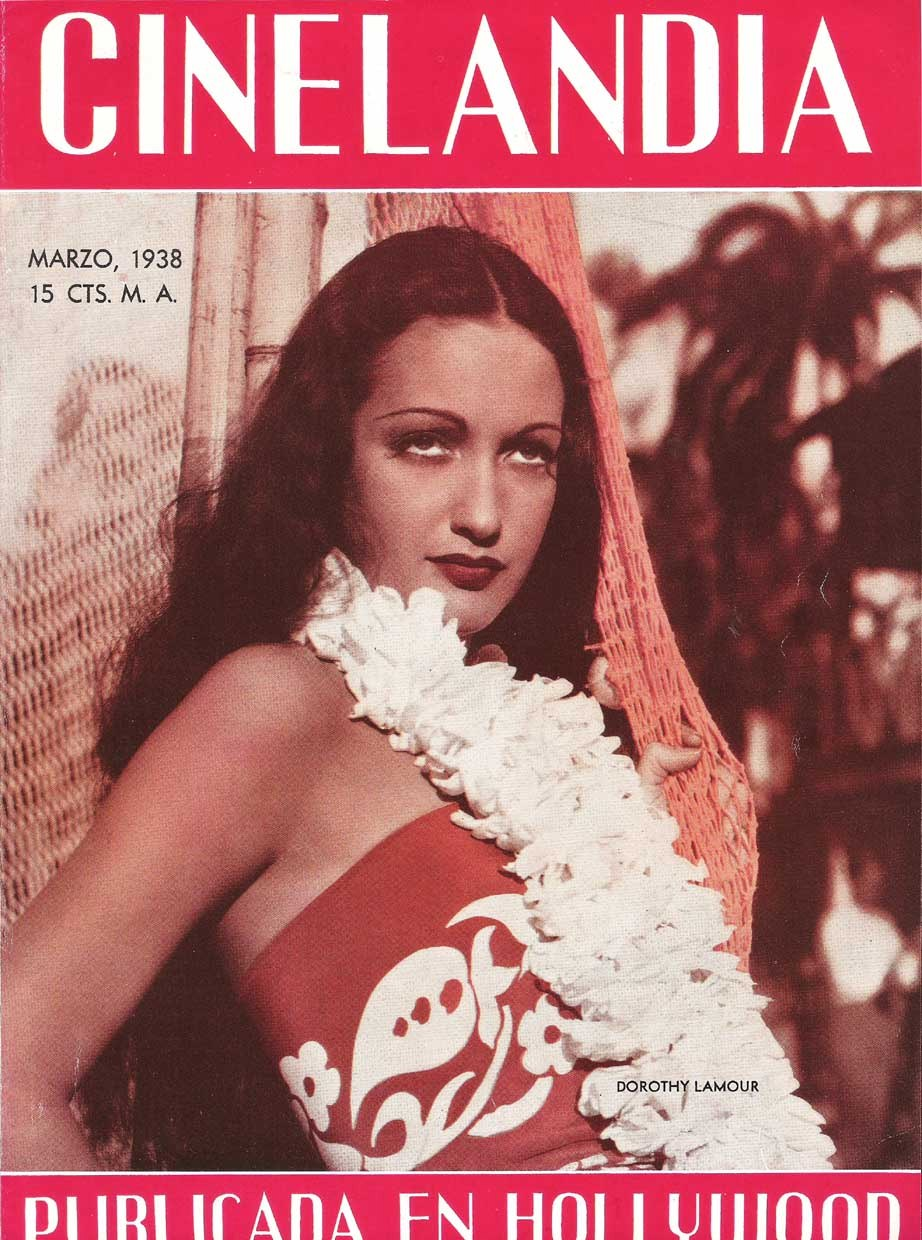
Dorothy Lamour, Cinelandia (1938)

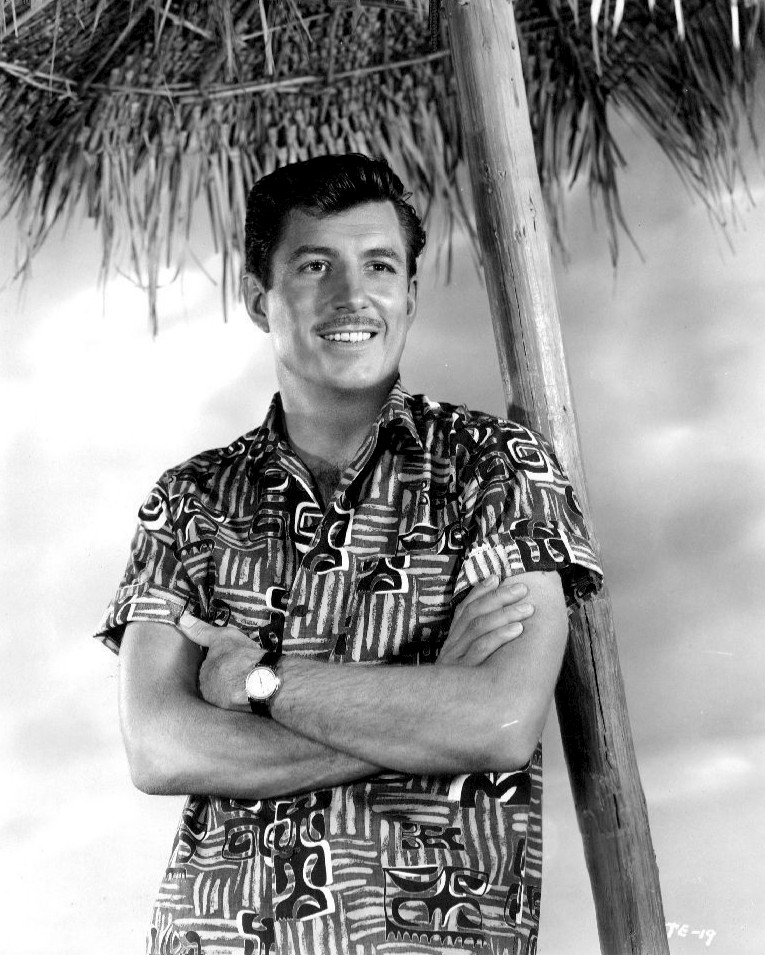
Tipica "camicia hawaiana" indossata da Anthony Eisley su Hawaiian Eye nel 1961

La cosiddetta fiorente "cultura tiki" ha influenzato le scelte di abbigliamento degli americani tradizionali. Ciò valeva sia per l'abbigliamento generale sia per quello usato per uscire a prendere qualche drink e adattarsi all'atmosfera esotica dei ristoranti tiki.
Gli abiti ispirati ai cocktail Sarong divennero più popolari tra le donne e furono anche associati ad attrici e modelle pin-up utilizzate nella pubblicità turistica come Dorothy Lamour (conosciuta sia come la "Ragazza Sarong" che come la "Regina Sarong" dal suo ruolo nel film del 1937 L'uragano). Altri film come Pardon My Sarong di Abbott e Costello, così come Song of the Sarong e Sarong Girl furono successivamente distribuiti nel corso degli anni '40 e servirono a rafforzare la popolarità dei motivi dei ristoranti di fuga tropicale di Beach e Bergeron durante questo periodo.
Una crescente enfasi sulle "wahine" idealizzate (donne dell'isola) ha visto la loro rappresentazione crescere dal posizionamento sulla copertina del menu al loro uso sui bicchieri tiki. La tazza Fog Cutter e la Kava Bowl erano due dei primi recipienti per bere tiki in ceramica recanti le immagini di tali donne da utilizzare nei ristoranti di Trader Vic. Il Pago Pago Lounge ha creato anche un cocktail Sarong.
Per gli uomini, la "camicia hawaiana" sarebbe diventata un simbolo duraturo del tempo libero e sarebbe stata sempre più indossata in pubblico. Il presidente degli Stati Uniti Harry Truman è stato notoriamente raffigurato con indosso una camicia hawaiana sulla copertina del numero del 10 dicembre 1951 di Life Magazine.
Chiamate "camicie aloha" sull'isola, il libro Aloha Attire: Hawaiian Dress in the Twentieth Century descrive come la storia della camicia non comprenda solo lo stile hawaiano e possa essere fatta risalire a una confluenza di influenze culturali. Come spiegato dall'autrice Linda Bradley, la camicia era in realtà realizzata con una silhouette in stile occidentale originariamente ispirata alle camicie da marinaio occidentali, era tagliata da tessuto crepe kabe giapponese (originariamente usato per i kimono), era cucita da sarti giapponesi e cinesi immigrati alle Hawaii come lavoratori sul campo delle piantagioni, e alla fine veniva indossato come un barong tagalog filippino (sempre fuori dai pantaloni).
Gardenia, ibisco e fiori divennero un modello di tessuto più popolare in America, così come le fronde di palma e tipi simili di piante o animali tropicali come pesci e uccelli. Oltre alla Polinesia, altri modelli indossati più frequentemente includevano batik e tessuti provenienti da diverse regioni oceaniche. Le leis furono indossate più frequentemente al di fuori delle Hawaii, non solo nei ristoranti Tiki ma anche nei barbecue in giardino e nelle feste in piscina "luau".

## Stato hawaiano

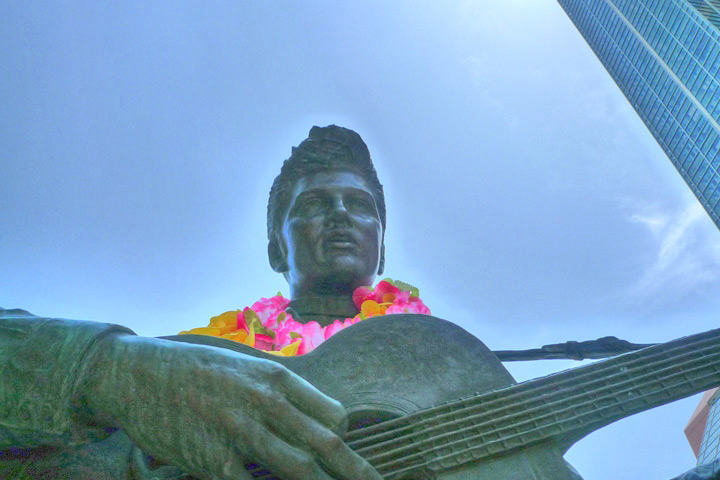
Statua di Elvis Presley con collana di lei

Lo Stato ufficiale hawaiano nel 1959 divenne un altro fattore nella popolarità dello stile di vita tropicale, ma cambiò anche il modo in cui veniva percepita la cultura tiki. Le Hawaii non erano più solo un paese straniero per il popolo americano, nella realtà o come immaginato, ma ora una parte formalizzata del loro paese. Il turismo ha continuato a crescere in modo sempre maggiore, con gli anni successivi alla statualità che sono diventati una "corsa al jet" per i vacanzieri che accaparravano biglietti da 100 dollari per un volo ora di sole cinque ore da Los Angeles o San Francisco senza le precedenti restrizioni dell'ex Territorio delle Hawaii. Con lo Stato che rendeva i viaggi più facili che mai, molti americani medi scoprirono per la prima volta il mito di cosa fossero le Hawaii e cosa avrebbero dovuto essere mentre un'economia in forte espansione e l'urbanizzazione cominciavano a cambiare lo stile di vita delle campagne hawaiane.
Durante la luna di miele dell'America con la versione romanticizzata del suo stato appena incorporato arrivarono la serie televisiva Warner Bros. del 1959 Hawaiian Eye e il musical di grande successo del 1961 Blue Hawaii, con il crooner pop Elvis Presley nel ruolo di un veterano dell'esercito che tornava alle Hawaii per fare surf, cantare e divertirsi. sposare la sua ragazza. Conteneva molti elementi della trama simili a Waikiki Wedding del 1937 e contribuì a portare un aspetto "pop polinesiano" del tiki a una nuova generazione. Questa aggiunta avvenne quando la musica della cultura tiki aveva iniziato a dividersi in sottogeneri separati con l'aggiunta di lounge ed esotica negli anni '50, che a quel punto avevano modificato il tipico stile di Bing Crosby della musica americano-hawaiana. La popolarità di Elvis, tuttavia, contribuì a mantenere viva l'ampia cultura tiki, anche se gli adulti iniziarono a portarla in nuove direzioni e i loro figli iniziarono a fonderla in sottoculture in evoluzione come il surf.

## Musica
L'impatto della cultura tiki sulla musica (e viceversa) ha avuto inizio con la creazione della musica "hapa-haole", con "haole" che significa "straniero" nel contesto, derivato dalle aspettative americane nei confronti dei nativi hawaiani (e di altre regioni oceaniche) musica folk. Come nel caso di gran parte della cultura tiki, i suoi generi possono rientrare in temi diversi. L'Hapa-Haole era più prominente all'inizio di Beach e Bergeron durante gli anni '30 e '40, ed era più tradizionale e "poppista". I generi successivi, come l'esotica e la lounge, sono più associati alla musica d'atmosfera intesa a mettere in risalto la "misteriosità" e il falso pericolo del tiki. Potrebbe includere percussioni ad alta energia o ritmi melodici più lenti e incantevoli. Era spesso strumentale e fungeva da "colonna sonora" per le escursioni tropicali. L'esotico e il lounge furono più importanti negli anni '50 e successivamente, sebbene continuassero anche nuove varianti di hapa-haole.

### Hapa-haole

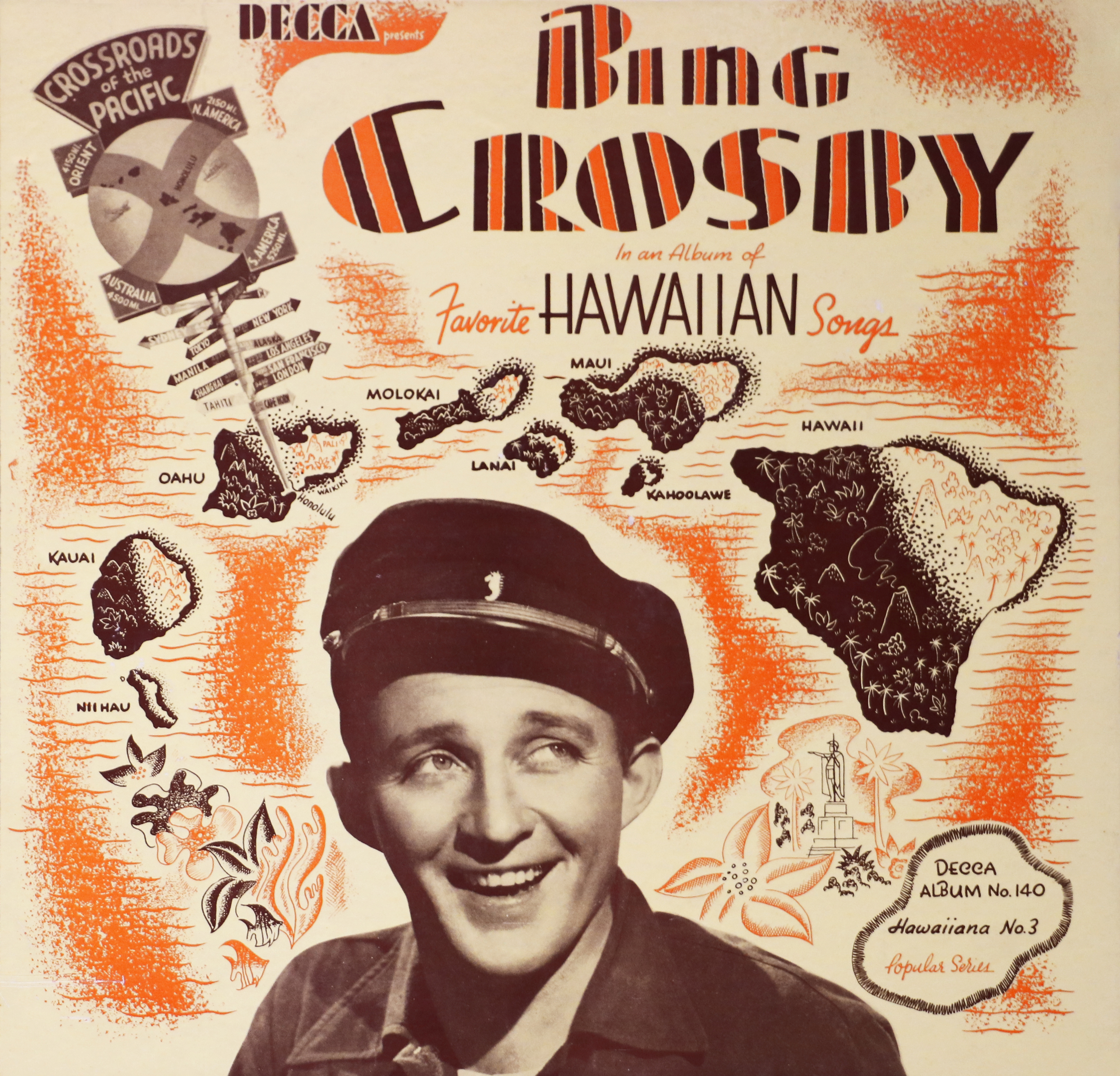
Favorite Hawaiian Songs (1940)

Le melodie tradizionali hawaiane, a volte chiamate "musica hula" all'epoca dagli americani tradizionali, inizialmente divennero prominenti negli spartiti per pianoforte e crearono anche una moda danzante e un'ossessione per le ragazze hula che dondolavano al ritmo della musica degli ukulele strimpellati.
Hapa-haole è il nome più appropriato per quella che la maggior parte degli americani del 20º secolo considererebbe musica hawaiana cantata, dove la melodia, lo stile e l'argomento hanno elementi hawaiani molto distinti, ma i testi sono principalmente in inglese. Fu cantato sia da hawaiani che da artisti contemporanei, come i veicoli di Bing Crosby Sweet Leilani e Blue Hawaii nel 1937. Alfred Apaka fu senza dubbio il principale interprete della musica hapa haole, fondendo la musica hawaiana con i tradizionali arrangiamenti pop americani e testi in inglese. Apaka iniziò a fare tournée alla fine degli anni '30 e si dedicò maggiormente a spettacoli di routine nelle sale per spettacoli create appositamente per lui alle Hawaii negli anni '50. Cantava anche in grande stile luau messo in scena da Donn Beach.
Altri cantanti importanti includono Hal Aloma, che aveva cambiato nome in risposta al film Aloma of the South Seas del 1926, e il leggendario Don Ho sarebbe seguito negli anni '60 e '70. La musica cambiò con i tempi con una strumentazione leggera di facile ascolto, con Ho che pubblicò la sua famosa canzone "Tiny Bubbles", che entrò nelle classifiche sia pop (#57 Billboard) che easy listening nel 1967. Don Ho ha anche contribuito ad attirare l'attenzione su Marlene Sai, che è stata descritta come una leggenda vivente della musica hawaiana.

### Esotica e lounge

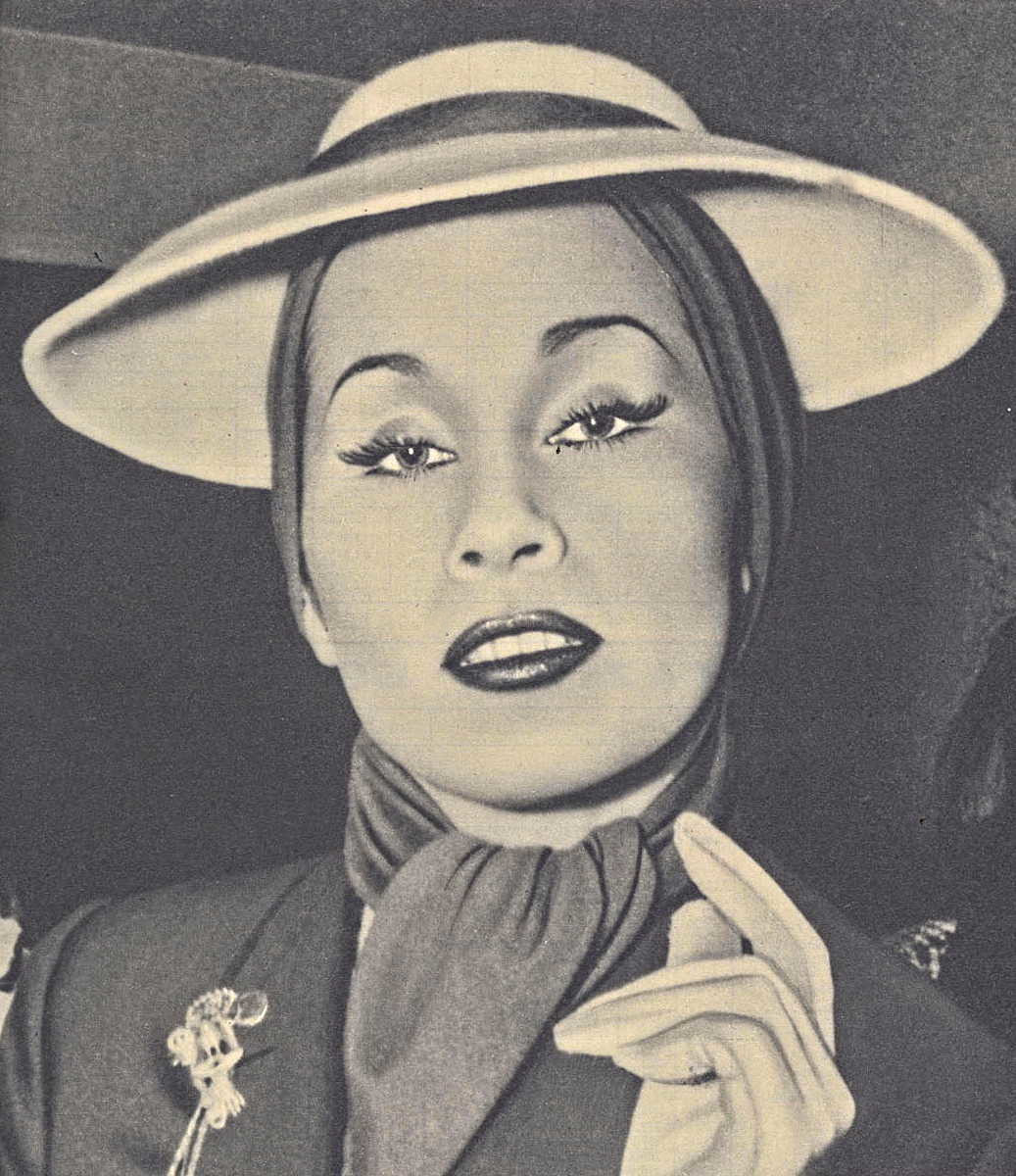
Yma Sumac (1923–2008)

Yma Sumac apparve per la prima volta alla radio nel 1942. Nata in Perù, non era polinesiana ma divenne rapidamente famosa grazie alla sua diversa estensione vocale e nel 1946 il governo del suo paese sostenne formalmente la sua affermazione di essere una discendente di Atahualpa, l'ultimo imperatore Inca. Con abbastanza credibilità "esotica" da essere confezionata come parte della cultura tiki, soprattutto dopo che Heyerdahl collegò il tiki alle Ande nel 1947, pubblicò album con nomi come Voice of the Xtabay e Legend of the Sun Virgin. Questi presentavano incisioni su pietra sudamericane simili a tiki e vulcani in esplosione sulle loro copertine. Ha anche recitato in ruoli cinematografici minori, come Il segreto degli Incas. Voice of the Xtabay è stato prodotto e composto da Les Baxter, che aveva iniziato a sperimentare la musica d'atmosfera del theremin su Music Out of the Moon alcuni anni prima.
Baxter iniziò a "tikificare" questo tipo di musica d'atmosfera. La maggior parte del lounge e dell'esotico erano principalmente strumentali e in gran parte l'integrazione dell'evasione esotica nel jazz americano. Altri primi pionieri includevano Arthur Lyman e Martin Denny, che suonavano dal vivo al Don the Beachcomber e in altri locali. Il nuovo tema è stato miscelato attraverso stili jazz arricchiti con strumenti polinesiani, del sud-est asiatico e latini. La musica incorporava anche elementi di ritmi afro-cubani, strumentazioni insolite, suoni ambientali e i lussureggianti temi romantici di Hollywood.
Sandra Warner è apparsa sulla copertina dell'album Exotica, aiutandolo a raggiungere il numero 1 nelle classifiche di Billboard e dando infine il nome all'intero genere. È sulle prime 12 copertine degli album di Martin Denny, 16 in totale, ed è diventata un'associazione iconica duratura sia con il genere che con la cultura tiki. Altri album importanti del genere includevano Jewels of the Sea, Ritual of the Savage e Forbidden Island, abbinati a cover altrettanto evocative.
Esistono due ceppi principali di questo tipo di esotica: giungla esotica e tiki esotica. La giungla esotica era una creazione di Hollywood, con le sue radici nei film di Tarzan (e più indietro nel romanzo Green Mansions di William Henry Hudson). Les Baxter era il re della giungla esotica. D'altra parte, la tiki esotica è stata introdotta nell'arrangiamento dei rumori della giungla del nightclub Waikiki di Martin Denny nella canzone di Baxter "Quiet Village".
Robert Drasnin e Korla Pandit erano altri artisti importanti del genere. Proprio come avevano fatto Bergeron e altri nella cultura tiki prima di lui, Pandit inventò un nuovo personaggio (era nato John Roland Redd) affermando di essere un musicista franco-indiano di Nuova Delhi quando in realtà era nato negli Stati Uniti e sarebbe considerato da alcuni afro-americano.

## Televisione

### Prima ondata (1933-1980)

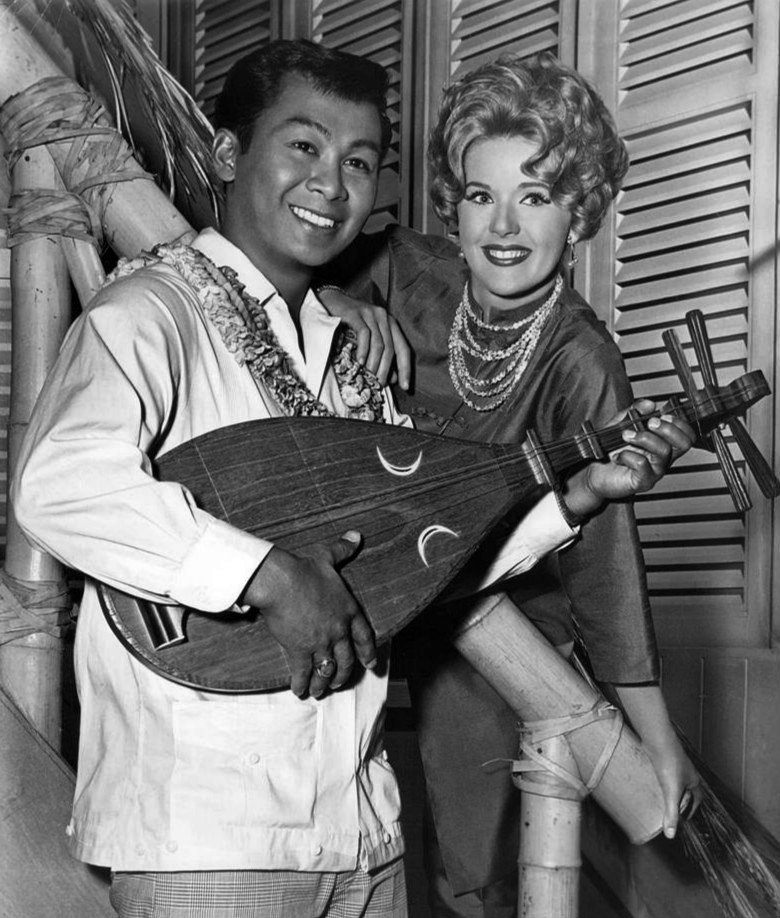
Hawaiian Eye (1959–1963)

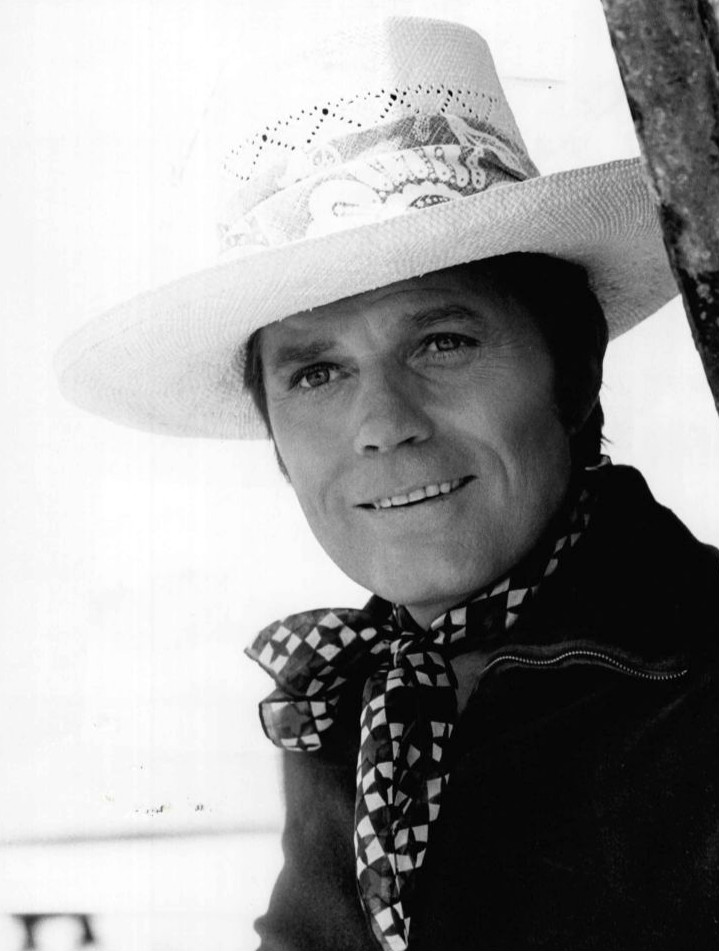
Jack Lord (Hawaii Five-O)

Il programma televisivo poliziesco Hawaiian Eye (1959-1963) presentava in primo piano un tiki durante i titoli di coda, e, sebbene girato principalmente in California, contribuì a promuovere l'isola mentre creava fumetti e giochi con motivi tiki. A Harry Yee viene generalmente attribuito il merito di aver inventato un cocktail Hawaiian Eye che prende il nome dallo spettacolo. È stata realizzata anche una tazza tiki Hawaiian Eye.
Il politico hawaiano diventato attore Tiki Santos (nato Abraham De Los Santos) era un personaggio minore ricorrente in Hawaiian Eye e ha continuato a fare apparizioni in altri spettacoli come la sitcom McHale's Navy (1962-1966). Ha interpretato il ruolo di Capo Watara in episodi come "The Dart Gun Wedding", seduto su un grande "trono" di vimini dietro una grande maschera tiki.
Quando la prima ondata di tiki iniziò a crescere verso la fine degli anni '60, l'originale aria di mistero ed esotismo associata al motivo tiki da parte degli americani iniziò a essere sostituita da espedienti di trama più umoristici (come ad esempio la "maledizione del tiki") mentre le sitcom guadagnavano importanza in televisione. L'iconografia visiva della serie TV Gilligan's Island (1964-1967) prese in prestito in modo significativo da una presunta cultura tiki con capanne e mobili che ricordavano un villaggio naufrago fantasy-polinesiano. In un episodio il cast ha disturbato il luogo di riposo di un vendicativo dio tiki e ha tentato di spezzare la maledizione invocando "Il Grande Watubi". Un noto episodio del 1972 di The Brady Bunch intitolato "The Tiki Caves" coinvolge un idolo magico e tabù che i personaggi credono sia maledetto.
Spettacoli come I Dream of Jeannie, Green Acres, Sanford and Son e The Jeffersons spesso presentavano episodi speciali hawaiani. Le incisioni Tiki a volte apparivano negli spettacoli, anche su Fantasy Island, ma in modi sempre meno evidenti.
La lunga serie Hawaii Five-O è tornata a Hawaiian Eye ed è stata una delle poche eccezioni alle sitcom durante questo periodo. Lo schianto della sua ondata iconica durante i titoli di testa si concluse con la sua cancellazione nel 1980, in coincidenza con la fine generale anche della prima ondata della cultura tiki.

### Dalla seconda ondata (dagli anni '90) al presente
Il franchise di SpongeBob SquarePants, creato nel 1999 dal biologo marino Stephen Hillenburg, fa molto affidamento sull'arte, sui motivi e sulla musica Tiki. Gli elementi a tema Tiki dello spettacolo includono dipinti con didascalie; musica retrò hawaiana e produzione hula di APM (una società di produzione musicale americana con sede a Hollywood); presa in prestito di modelli da stampe aloha e motivi polinesiani per sfondi e cieli; e disegni di personaggi e sfondi che riflettono le influenze religiose Maori, come l'abitazione di Squiddi che ricorda una testa religiosa Tiki. Lo showrunner Stephen Hillenburg si riferiva alla casa di Squiddi come a una "testa dell'Isola di Pasqua" nonostante le differenze di progettazione.

## Declino

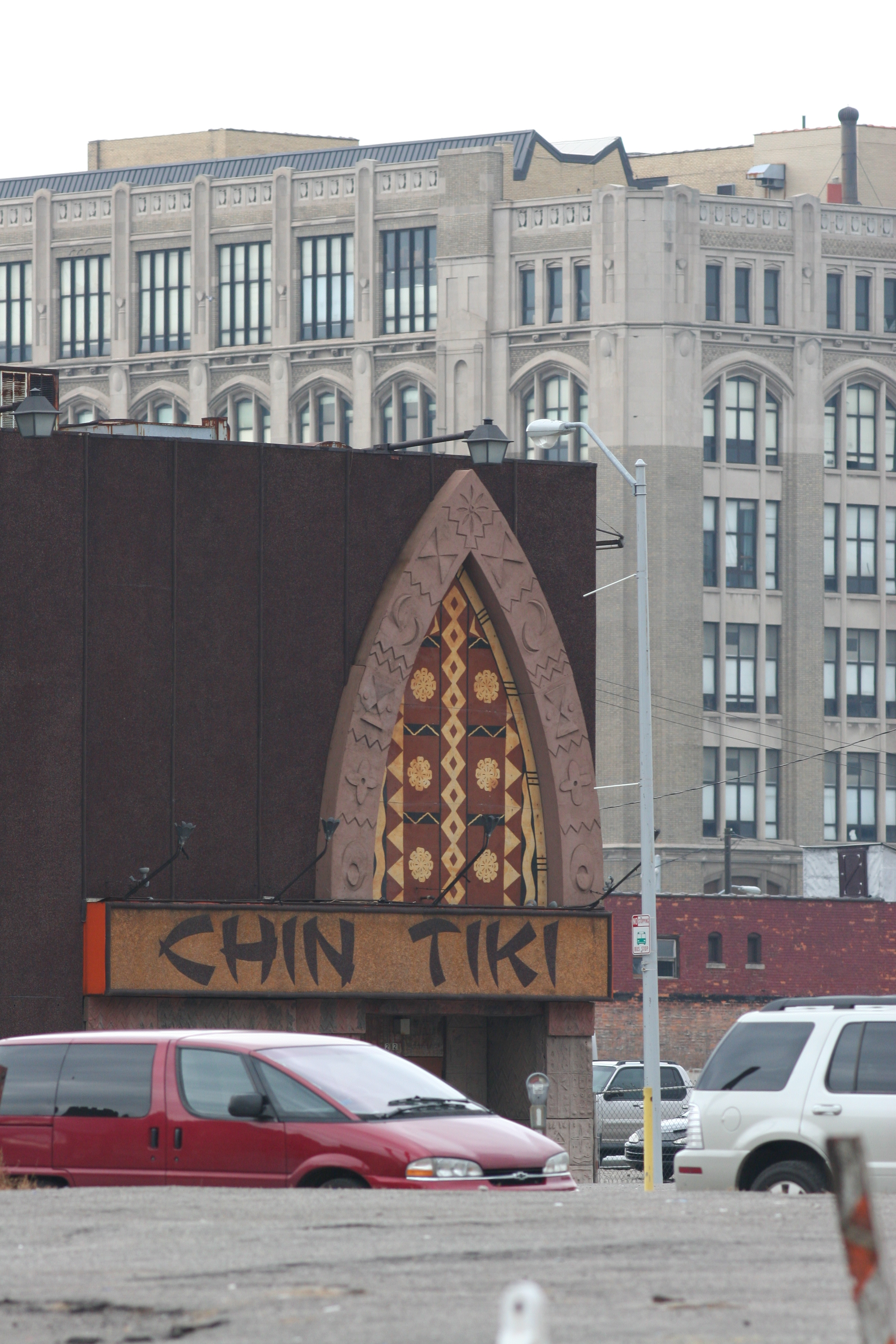
Ristorante Chin-tiki chiuso nel Michigan (2006)

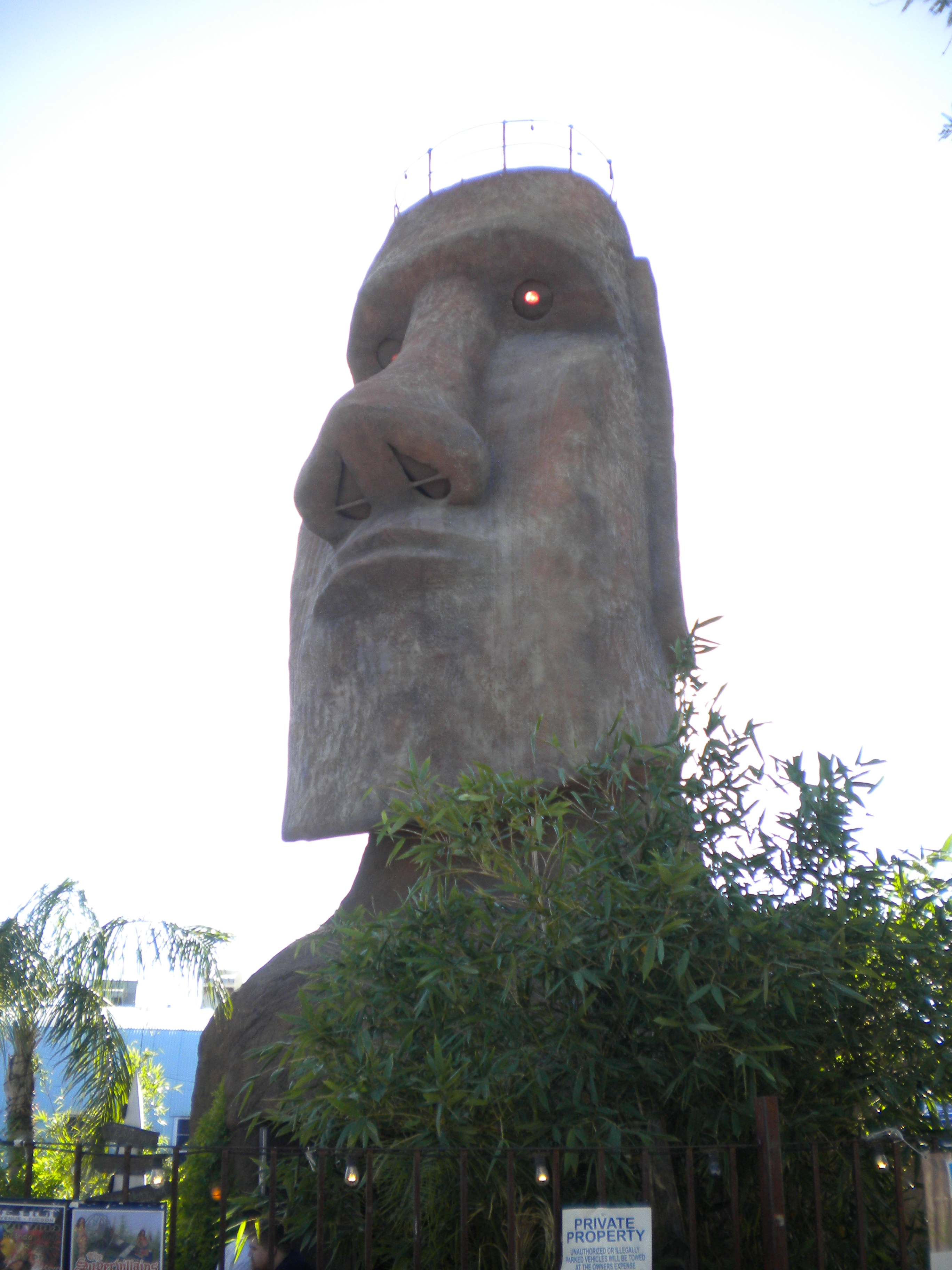
Replica di un Moai (testa dell'Isola di Pasqua) da un campo da minigolf a Tucson, in Arizona, chiuso nel 2007

Verso la fine degli anni '70, i "ristoranti tiki" avevano ormai superato l'apice della loro popolarità e molti iniziarono a chiudere. Questo si verificò sia per molti tiki bar indipendenti sia per quelle che erano cresciute fino a diventare le principali catene associate ad hotel come Vic's Outrigger e Sheraton's Kon-Tiki. La maggior parte dei tiki bar indipendenti come il Pago Pago Lounge sono stati demoliti o chiusi, e solo pochi come Tonga Room, Tiki Ti e Mai Kai sono riusciti a rimanere a galla. Trader Vic's era l'unica delle precedenti grandi catene ancora in attività su larga scala.
Nel 1980, gran parte dell’estetica tiki in architettura e altrove era stata completamente spazzata via in nome del progresso. Sono rimasti alcuni esempi di case, appartamenti e ristoranti, quasi esclusivamente sulla costa occidentale. Di questi, solo una piccola manciata presentava ancora tiki scolpiti.
Il fascino dell'evasione e delle bevande tropicali per l'americano medio rimaneva ancora, ma fu eclissato da Jimmy Buffett e Parrotheads che cercavano la "Margaritaville" più vicina a casa invece dei tiki più lontani delle isole Bali-Hai come Shangri-La preferito per rilassarsi e bere.
I ristoranti e i bar Tiki erano stati vitali per gran parte degli anni '30 fino agli anni '70, quella che Jeff Berry definì una durata di vita senza precedenti per una moda delle bevande [a tema]. Il Chin Tiki, che era stato definitivamente chiuso nel 1980 e cadeva in rovina, fu finalmente demolito a Detroit verso la fine del secolo, proprio mentre il tiki cominciava a risvegliarsi ancora una volta sulla costa occidentale americana.

## Revival parziale

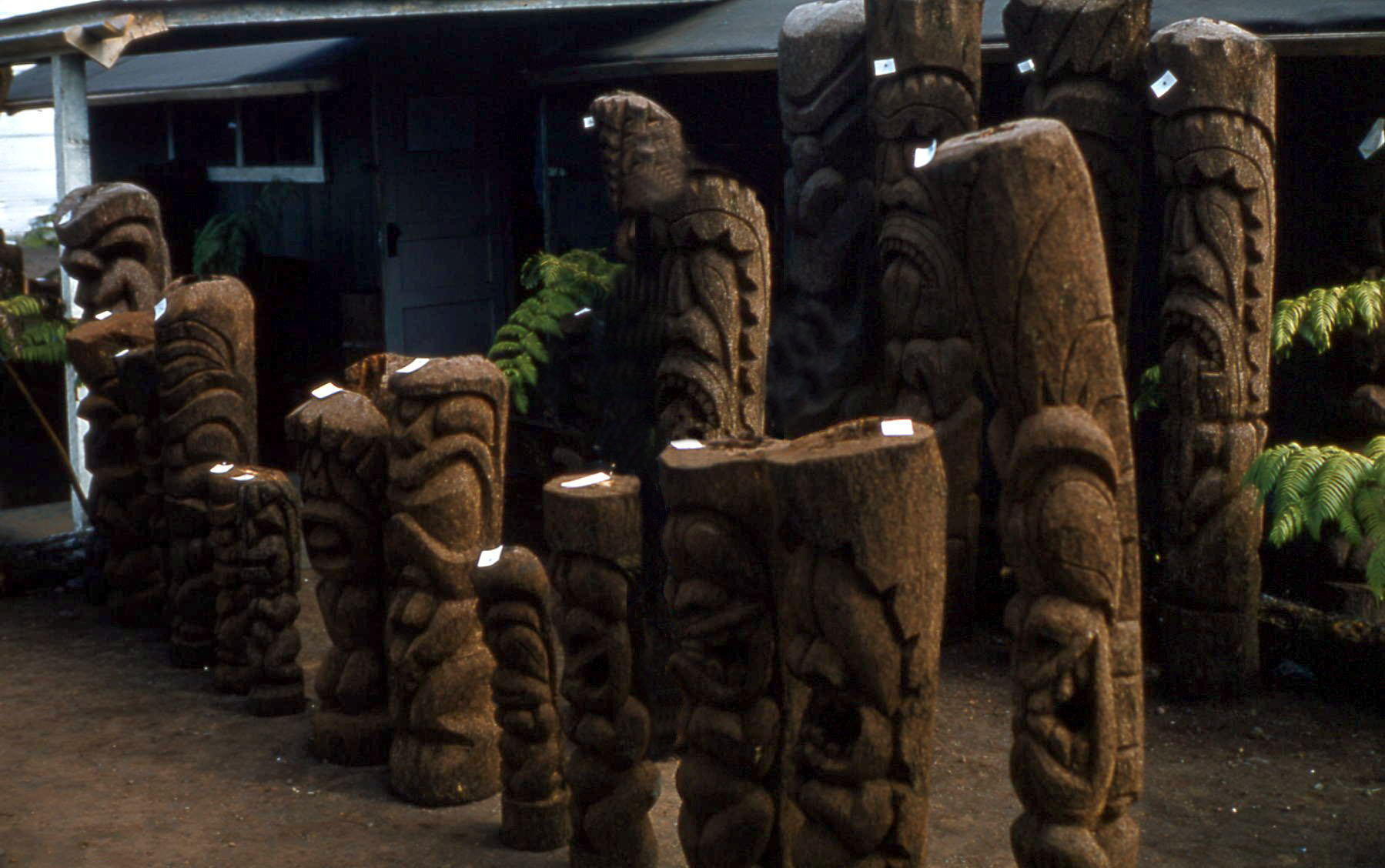
Sculture tiki decorative in legno

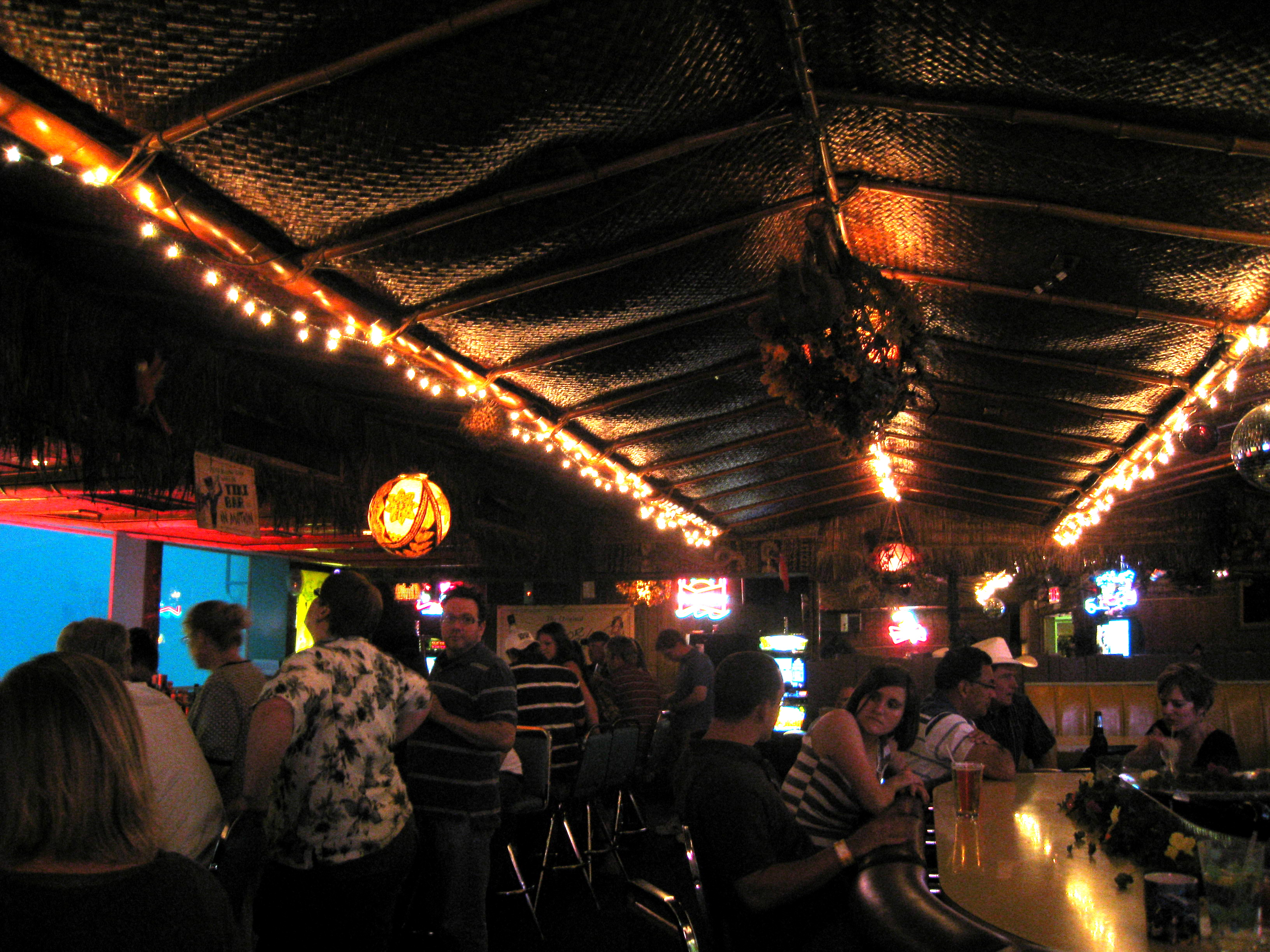
Clienti al Sip'n Dip Lounge

La fine degli anni '90 vide l'inizio di un rinnovato interesse su larga scala per il tiki da una varietà di fonti, la principale delle quali era semplicemente basata sulla curiosità di una nuova generazione i cui genitori di Woodstock avevano rifiutato il tiki perché vecchio e "quadrato", ma per i loro figli era qualcosa di nuovo di cui appropriarsi e riproporlo. Tutto iniziò con persone come Bosko Hrnjak, cresciuto nella valle di San Gabriel in California tra la sua architettura ispirata al tiki e che a metà degli anni '90 iniziò a intagliare grandi tronchi di palma in tiki per il suo bar di casa. Divenne un artista influente noto per il suo stile di intaglio del legno bruciato e per la realizzazione di tazze tiki fatte in casa, uno dei primi catalizzatori per far decollare il risveglio del tiki. Un altro dei primi artisti del periodo di rinascita fu Tiki King delle montagne di Santa Cruz. È stato ispirato dai suoi genitori artisti e da un grande tiki regalato alla sua famiglia da suo zio surfista. Divenne noto per aver intagliato collane tiki e per aver avviato un'attività di vendita per corrispondenza all'inizio degli anni '90.
Anche verso la fine del secolo si vide un rinnovato interesse nel cercare di ricreare "autenticamente" le bevande più antiche. Jeff "Beachbum" Berry ha pubblicato diversi libri sui drink a partire dal 1998 (Grog Log, Intoxica e altri) che contenevano ricette ricercate per molti dei drink caratteristici dei bar a volte chiusi dei decenni precedenti. Questo fu anche l'inizio degli aspetti di "archeologia urbana" della cultura tiki del 21º secolo, basati sull'interesse storico e alimentati dalla "risoluzione di enigmi" nel tentativo di scoprire segreti del passato da un tema culturale basato in parte sull'"esplorazione" delle regioni tropicali. Il lavoro di Berry è considerato uno dei contributi più importanti alla rinascita di tiki.
Subito dopo arrivò anche l'influente The Book of Tiki di Sven Kirsten nel 2000. Prima di allora, Otto Von Stroheim aveva pubblicato in proprio una fanzine chiamata Tiki News che contribuì a fornire massa critica per la realizzazione di libri come quello di Kirsten. Berry ha creato due cocktail che prendono il nome sia da Kirsten che da Stroheim per i loro primi contributi alla rinascita di tiki nelle sue guide storiche sui drink.
Nel 1995 i siti web tiki iniziarono a crescere su Internet; in quell'anno Exoticon, una convention di arte tiki e musica esotica, attirò oltre 1500 persone a Los Angeles, comprese celebrità locali come Mark Mothersbaugh e Matt Groening.

### Rinascita di ristoranti e bar
Molti nuovi tiki bar e ristoranti a tema retro-polinesiano iniziarono ad aprire i battenti dopo la fine del secolo. Anche i bar non a tema iniziarono a inserire bevande tiki nei loro menu, segnalando una più ampia accettazione del genere e generando anche una discussione su ciò che può essere definito un tiki bar "autentico".
L'interesse per il tiki è proliferato anche all'estero, con Sven Kirsten di The Book of Tiki proveniente dalla Germania, dove la sottocultura tiki è forte. Nel 2017 i noti storici del tiki Sven Kirsten, Jeff Berry, Martin Cate, Brian Miller e Chris Osburn hanno elencato i loro 15 migliori tiki bar operativi nel mondo, di cui quattro da Londra, uno da Monaco, uno da Tokyo e uno da Barcellona.

### Movimento lowbrow
In California e altrove, la ri-esplorazione della cultura rat rod (che consiste in auto personalizzate con un aspetto deliberatamente logoro e incompiuto, tipicamente prive di vernice, con ruggine e realizzate con parti economiche o di scarto) e hot rod si è fusa con il tiki, la storia del tatuaggio e la musica rockabilly per creare nuovi ibridi culturali come il "lowbrow" che si è manifestato nella musica, nell'arte e in una varietà di bar tiki. L'artista rockabilly Brian Setzer ha pubblicato il suo album The Dirty Boogie nel 1998, con immagini retrò di tiki bar sulla copertina. Taboo: The Art of Tiki è stato pubblicato nel 1999, con artisti come Mark Ryden e Shag che hanno utilizzato immagini tiki in dipinti eclettici retrò.
Il canale on-line della WFMU "Sheena's Jungle Room" suona musica esotica come parte del suo mix di "tutto ciò che è Lowbrow".
La Motor Lounge di Psycho Suzi è stata aperta con motivi di ragazze hula tatuate che sfoggiano rotoli di vittoria e un parcheggio attrezzato per motociclette. Si descrive dicendo: "Prendiamo la storia del tiki bar ricordata con amore, una sana dose di cultura del tatuaggio, diverse misure di kitsch, un pizzico di voodoo e una passione per i bei momenti, mettiamo tutto in un frullatore e premiamo Liquify". Il bar era stato originariamente aperto nel 2003 presso un A&W Drive-In chiuso.
La popolarità del tatuaggio occidentale moderno aveva già le sue radici nel Pacifico meridionale, ma una rinascita del tatuaggio vide la popolarità dei tatuaggi legati al tiki. Sailor Jerry Rum, dal nome del leggendario tatuatore Norman Collins, fu introdotto e commercializzato in parte per essere utilizzato nelle bevande tiki.
Tiki Art Now!: A Volcanic Eruption of Art è stato pubblicato nel 2004 con un'introduzione di Otto Von Stroheim. Le gallerie d'arte hanno tenuto mostre di Tiki Art, mettendo in risalto le opere di artisti come Sunny Buick, Heather Watts, Derek Yaniger, Flounder e Tiki Tony.
Lowbrow ha anche generato Tiki Noir, un sottogenere letterario di narrativa poliziesca hard-boiled in un'ambientazione tiki, in cui il personaggio principale è spesso un detective stanco del mondo e profondamente imperfetto.

### Eventi culturali del 21º secolo

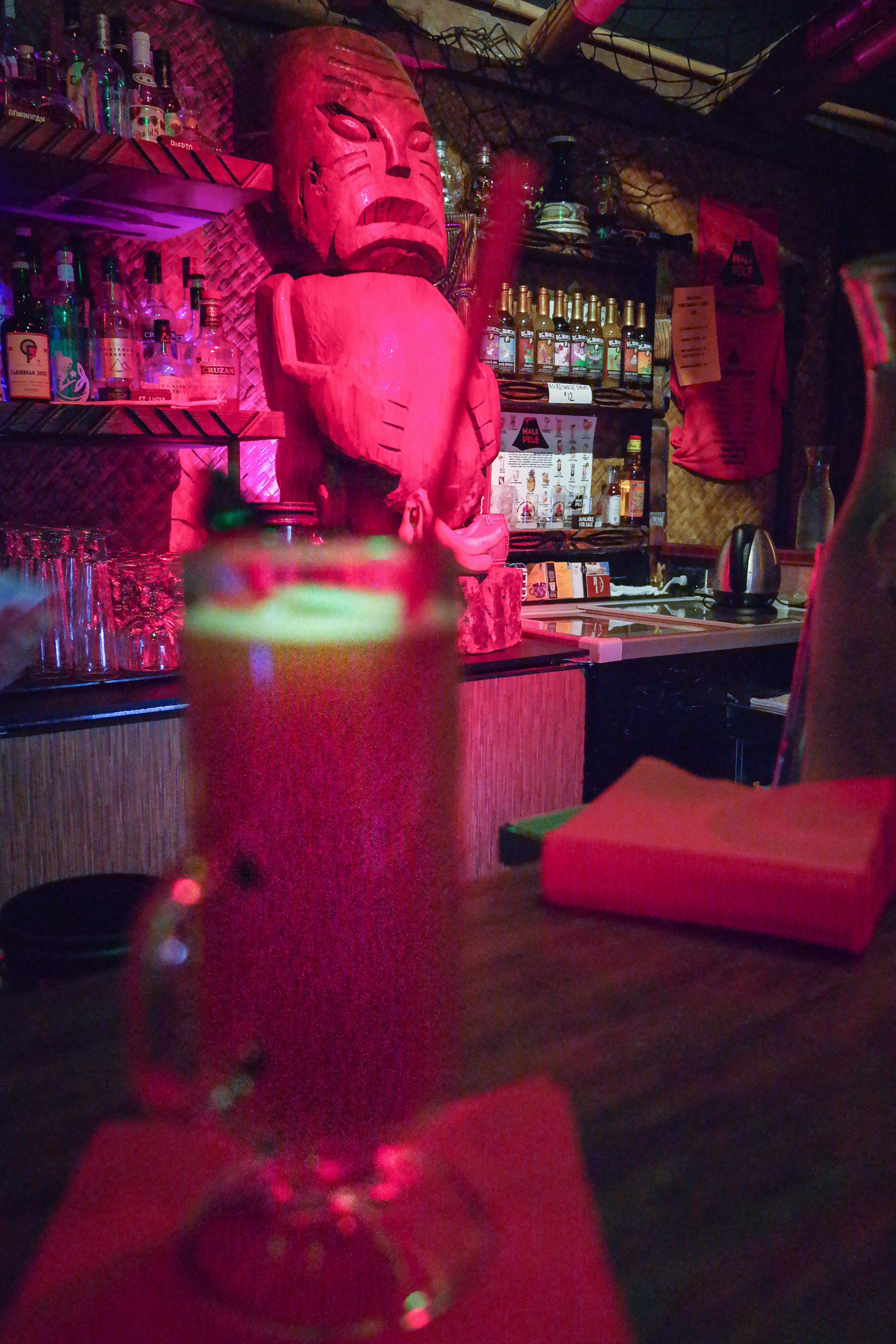
Un finto intaglio tiki e una tazza tiki, due tratti distintivi della cultura tiki

L'aumento della popolarità dei tradizionali drink tiki ha preso piede anche nel movimento dei cocktail artigianali, così come in alcuni circoli di "cultura retrò" ad esso associati, come gli Hipsters. Riportare le bevande tiki alle loro origini originali di succo fresco, che si erano rivolte a sciroppi più artificiali durante il declino del tiki, ha contribuito a dare alle bevande una nuova reputazione. Il movimento dei cocktail artigianali vide anche la sperimentazione di bevande che andavano oltre il rum e il gin, evidenziando i cocktail tiki realizzati con whisky americano e altri diversi ingredienti di liquori di base.
Il catalogo di tazze tiki storiche di Duke Carter, Tiki Quest, è stato pubblicato nel 2003. I negozi di buona volontà (conosciuti come Goodwill, ossia organizzazioni americane senza scopo di lucro di tipo 501(c)(3), ossia esenti da alcune imposte federali, che forniscono formazione professionale, servizi di collocamento lavorativo e altri programmi basati sulla comunità per le persone che incontrano ostacoli nel loro impiego) e quelli dell'usato hanno visto tazze tiki polverose improvvisamente spazzate via dai loro scaffali, diventando stock per i nuovi tiki bar domestici e set autentici dell'epoca per Blast from the Past e Mad Men. Questi bar vanno dalla versione semplice a quella completa che rivaleggia con i loro antenati commerciali. Anche la moderna produzione di tazze tiki nel 21º secolo è diventata comune e vengono spesso acquistate su Internet da aziende come Tiki Farm e Munktiki, tra le altre.
Il pionieristico podcast video Tiki Bar TV è iniziato nel 2005, mettendo in evidenza ricette di bevande come Suffering Bastard e Boomerang mentre riempie ironicamente "prescrizioni" per le malattie moderne con cocktail tiki. Ha inoltre attirato l'attenzione della Apple Corporation.
Fu lanciato Tiki Magazine e iniziarono a tenersi grandi convegni a tema tiki. Gli eventi annuali includono Tiki Oasis a San Diego, avviato nel 2001 da Otto e Baby Doe von Stroheim; L'Hukilau si trova a Fort Lauderdale, in Florida, ed è stato avviato nel 2002 da Tim "Swanky" Glazner e Christie White in associazione con il ristorante Mai-Kai. Nel 2005, Robert Drasnin è stato invitato ad esibirsi al The Hukilau; il suo spettacolo consisteva in selezioni dal suo album Voodoo del 1959, così come nuovo materiale che avrebbe costituito la base per l'uscita di Voodoo II quasi mezzo secolo dopo nel 2007; Tiki-Kon è iniziato come NW Tiki Crawl nel 2003 e si svolge a Portland, Oregon. Tiki Caliente a Palm Springs. The Ohana: Luau at the Lake si svolge a Lake George, New York, presso l'hotel Tiki Resort. Viene organizzato in concomitanza con The Fraternal Order of Moai, un club sociale a tema tiki formato in Ohio nel 2005. Inhuele è ospitato ad Atlanta ogni gennaio. Gli stessi organizzatori organizzano anche un home-bar crawl tiki in quella città.
Un remake del documentario di Thor Heyerdahl del 1950 è stato girato utilizzando due lingue e trasformato in un importante film nel 2012 con l'uscita di Kon-Tiki. Il documentario Bosko and the Rebirth of Tiki è uscito nel 2018.

## Ricezione critica
Con la rinascita del 21º secolo sono arrivate le critiche. Alcuni criticano i tiki bar come una forma seducente di appropriazione culturale che può oscurare e sussumere le tradizioni native e distogliere l’attenzione dalla storia del colonialismo violento nella regione. Nel 2016, la National Public Radio ha posto la domanda: Parliamo di tiki bar, divertimento innocuo o sfruttamento?.